# احمدشاه ازهر فیضیار
احمدشاه ازهر فیضیار (۶ جدی ۱۳۲۶، ولایت غزنی - ۱۱ جولای ۱۹۷۶، کابل) - شاعر، ترانه‌سرا، آهنگساز و نمایشنامه‌نویس اهل افغانستان است.

## زندگی‌نامه
احمدشاه ازهر فیضیار فرزند حاجی عبدالحکیم‌خان است، که به تاریخ ۶ جدی ۱۳۲۶ خورشیدی در روستای امیرمحمّدخان ولایت غزنی چشم به جهان گشود. تحصیل ابتدایی را در مکتب سیّدجمال‌الدّین افغان، دورهٔ متوسطه و عالی را در لیتسییی نادریهٔ کابل خوانده‌است.
ازهر در سال ۱۹۶۸ وارد دانشکدهٔ ادبیات دانشگاه کابل شد و در سال ۱۹۷۳ از آنجا فارغ‌التحصیل گردید.

## ایجاد
ازهر اشعار بسیار در قالب‌های گوناگون سروده و در ترانه‌سرایی و سرودن اشعار هزل‌آمیز شاعری توانا بود. اشعارش درونمایهٔ اجتماعی دارد و از اندیشه‌های ترقی‌خواهانه مایه می‌گیرد و بارها برندهٔ جوایز عالی مطبوعات شده‌است. او افزون بر تصنیف غزل، رباعی، دوبیتی و شعر آزاد چندین نمایشنامهٔ منظوم نوشته بود بسیاری آنها در بایگانی رادیو موجود است.
همکاری گسترده‌ای با آوازخوانان سرشناس چون احمد ظاهر، مهوش و دیگران داشت.
از آثار او مجموعه شعر «فریاد زمان خفته» در کابل منتشر شد.

## بیماری و درگذشت
او در اوج شکوفایی و هنرنمایی در سال ۱۹۷۵ به حمَلات سردردی ناگهانی دچار شد. بیماری او سرطان مغز پیش‌بینی شد، جهت درمان به هندوستان رفت. پس از برگشت، چندی در شفاخانهٔ علی‌آباد کابل بستری ماند و سرانجام در ۱۱ ژوئیة ۱۹۷۶ به عمر ۲۸-سالگی در قلعهٔ جواد شهر کابل جان سپرد. خانواده و دوستانش پیکر او را به غزنی بردند و در زادگاهش به خاک سپردند.